# ADJ (Automobilhersteller)
ADJ war ein britischer Importeur und Hersteller von Automobilen.

## Unternehmensgeschichte
Das Unternehmen begann 1989 mit der Produktion von Automobilen und Kits. Der Markenname lautete ADJ. Im gleichen Jahr endete die Produktion. Insgesamt entstanden etwa zwei Exemplare. Außerdem importierte das Unternehmen Fahrzeuge aus den USA.

## Fahrzeuge
Das einzige selbst hergestellte Modell war der Merlin. Das Modell darf nicht mit der britischen Automarke Merlin verwechselt werden, die seit 1980 vertrieben wird. Es war ein Roadster im Stile der 1930er Jahre. Ein Fahrgestell von Jaguar Cars bildete die Basis.
Außerdem bot das Unternehmen Nachbildungen vom Ford GT 40 und AC Cobra an.